# Ed Litzenberger
Edward C. J. "Eddie" Litzenberger (nacido el 15 de julio de 1932 en Neudorf, Saskatchewan: fallecido el 1 de noviembre de 2010) era un extremo derecho profesional canadiense del hockey sobre hielo. Jugó para los Chicago Black Hawks, Montreal Canadiens, Detroit Red Wings y Toronto Maple Leafs de la Liga Nacional de Hockey (NHL). Litzenberger ganó la Copa Stanley 4 veces una vez en 1961 con los Chicago Black Hawks y tres veces con los Toronto Maple Leafs, una en 1962, una en 1963 y otra en 1964.
- Datos: Q1282408